# Шумаи
Шумаи — деревня в Порховском районе Псковской области России. Входит в состав Славковской волости.

## География
Деревня находится в восточной части Псковской области, в зоне хвойно-широколиственных лесов, к северу от реки Лученки, на расстоянии примерно 43 километров (по прямой) к юго-западу от города Порхова, административного центра района.

### Климат
Климат характеризуется как умеренно континентальный, влажный, с умеренно мягкой зимой и относительно тёплым летом. Среднегодовая температура — 4,4 °C. Средняя многолетняя температура самого холодного месяца (января) составляет −8 °С, средняя температура самого тёплого (июля) — 17,3 °С. Период активной вегетации растений (с температурой выше 10°С) составляет 130 дней Среднегодовое количество осадков — около 725 мм, из которых 70 % выпадает в тёплый период. Снежный покров держится около 125—130 дней.

### Часовой пояс
Деревня Шумаи, как и вся Псковская область, находится в часовой зоне МСК (московское время). Смещение применяемого времени относительно UTC составляет +3:00.

## Население
| 2001 | 2002 | 2010 |
| ---- | ---- | ---- |
| 6    | ↘5   | ↘1   |

Согласно результатам переписи 2002 года, в национальной структуре населения русские составляли 100 %.